# Supertec

Logo du motoriste Supertec

Supertec était une société, fondée en 1999 par Flavio Briatore, chargée de commercialiser les moteurs de Formule 1 ex-Renault. Le constructeur français se retire officiellement de la discipline reine à l'issue de la saison 1997, mais la société Mecachrome, qui fabrique les blocs Renault de F1 poursuit son activité. Si Mecachrome continue de fabriquer les moteurs et les commercialise sous son propre nom en 1998, c'est Supertec qui les distribue auprès des écuries clientes à partir de 1999.
Le Supertec est ainsi fourni aux écuries Williams et BAR en 1999 et à Arrows en 2000. D'autre part, le moteur ex-Renault est aussi fourni de 1998 à 2000 à l'écurie Benetton, qui le badgera Playlife du nom d'un de ses sponsors.
Le Supertec a pris le départ de 33 Grands Prix et a permis d'inscrire un total de 42 points. Son meilleur résultat est une deuxième place au Grand Prix d'Italie 1999 (Ralf Schumacher sur la Williams FW21) et les meilleures qualifications ont été deux 4e places sur la grille, obtenues par Schumacher au Grand Prix d'Europe 1999 et Alessandro Zanardi au Grand Prix d'Italie, toujours en 1999. En 1999, Supertec permet à Williams d'obtenir la cinquième place du championnat des constructeurs.

## Moteurs

### Supertec FB01

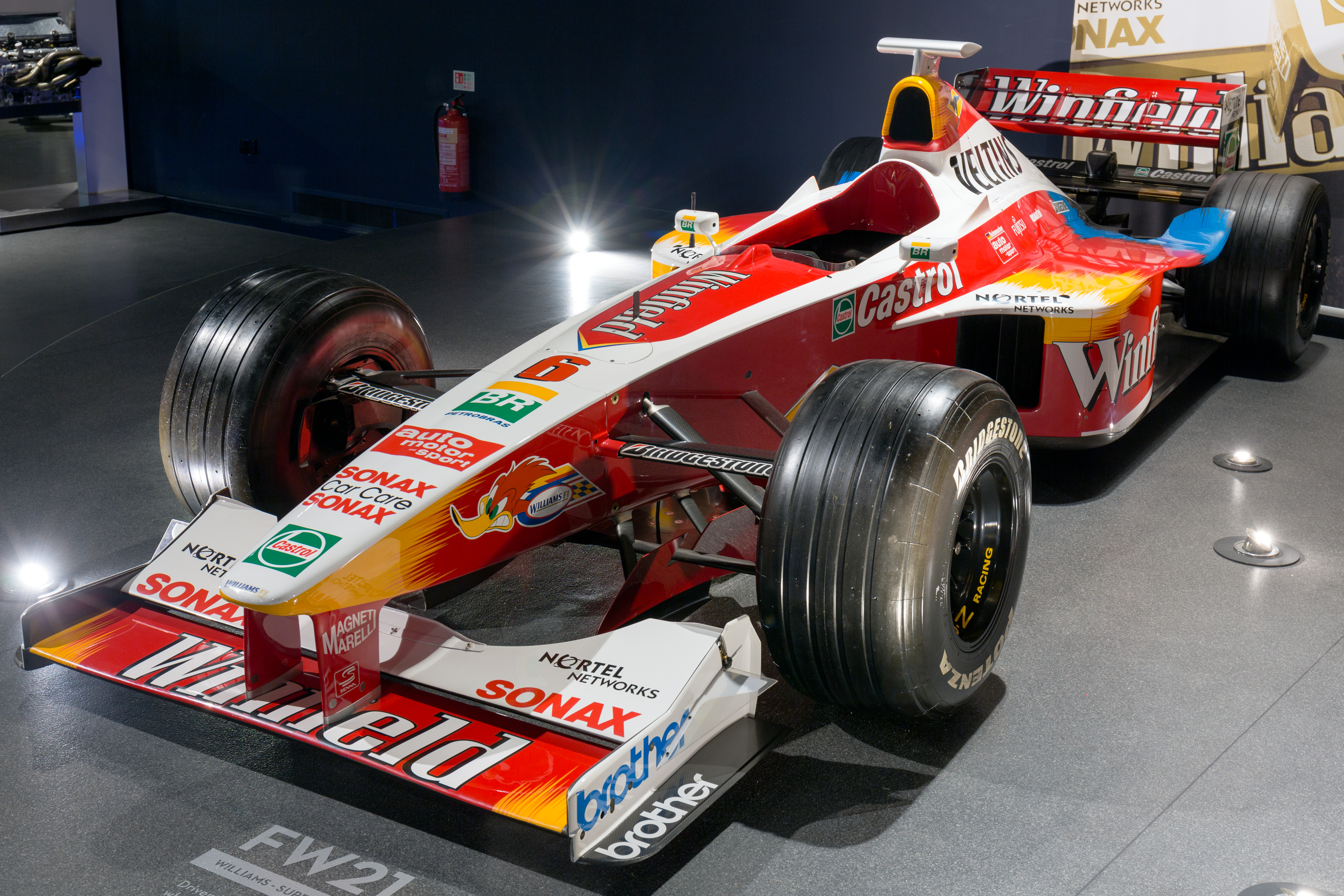
La Williams-Supertec FW21 de Ralf Schumacher.

Ce bloc est un moteur conçu initialement par Renault Sport sous le nom Renault RS9. Le Supertec FB01 a été engagé en 1999.
- 10 cylindres en V à 71°
- Cylindrée : 2 997 cm3
- Régime moteur : 15 800 tr/min
- Puissance : 780 ch
- Poids : 121 kg
- Longueur : 623 mm
- Largeur : 542 mm

### Supertec FB02

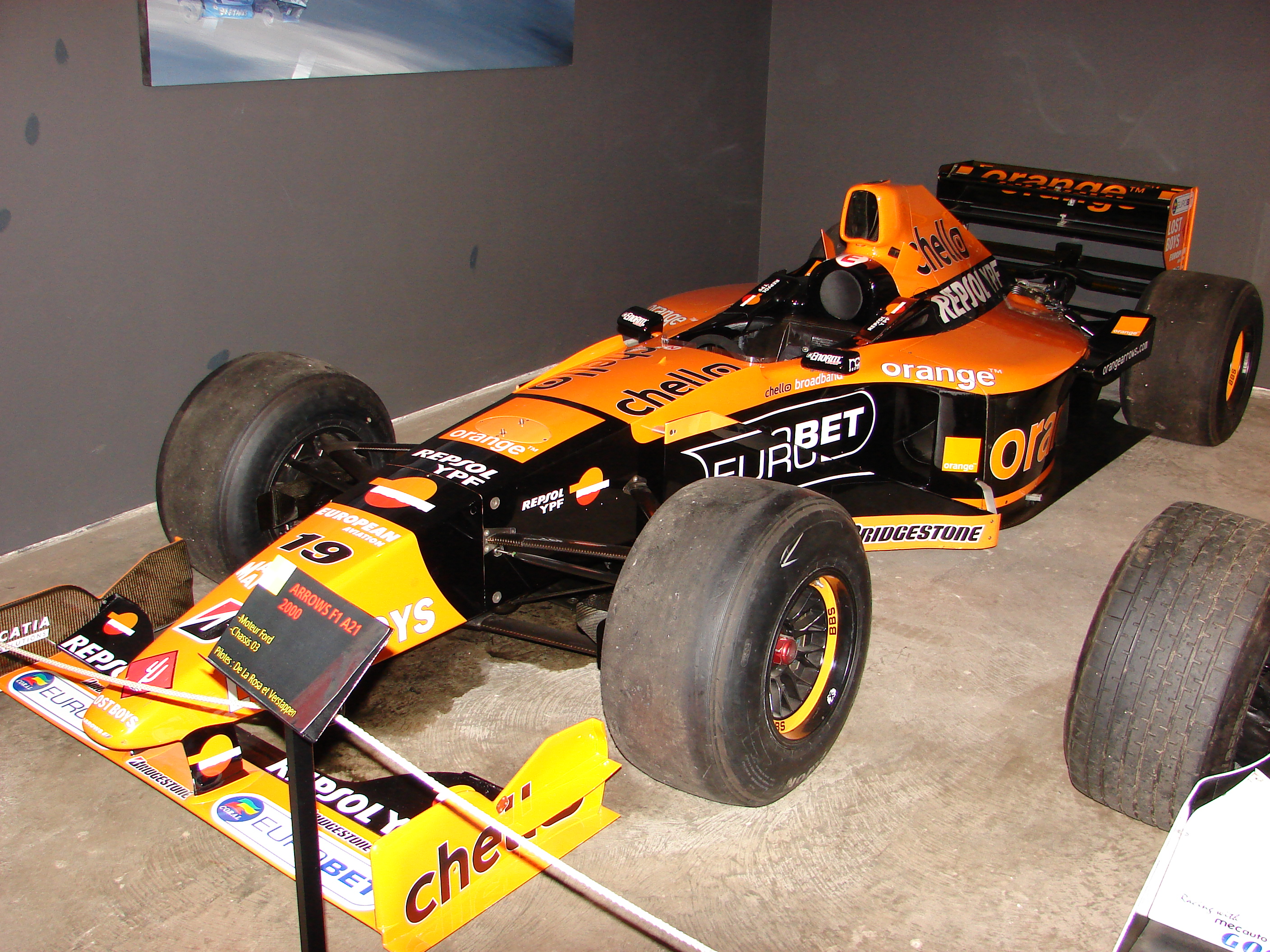
L'Arrows-Supertec A21 de la saison 2000.

Le Supertec FB02 a été engagé en 2000.
- 10 cylindres en V à 71°
- Cylindrée : 2 998 cm3
- Régime moteur : 15 800 tr/min
- Puissance : 780 ch
- Poids : 117 kg
- Longueur : 623 mm
- Largeur : 542 mm

## Écuries ayant couru avec un moteur Supertec
- Williams (1999)
- Benetton (1998, 1999 et 2000 — bloc rebaptisé Playlife)
- BAR (1999)
- Arrows (2000)

À noter que d'autres écuries comme Minardi, Prost, et Sauber auraient pu utiliser des Supertec, mais que cela ne s'est pas fait pour des raisons financières et/ou contractuelles,,.
| Saison | Écurie                       | Châssis       | Moteur                | Pneus | Pilote               | 1    | 2    | 3    | 4    | 5    | 6    | 7    | 8    | 9    | 10   | 11   | 12   | 13   | 14   | 15   | 16   | 17   | Points | Classement des constructeurs |
| ------ | ---------------------------- | ------------- | --------------------- | ----- | -------------------- | ---- | ---- | ---- | ---- | ---- | ---- | ---- | ---- | ---- | ---- | ---- | ---- | ---- | ---- | ---- | ---- | ---- | ------ | ---------------------------- |
| 1999   | British American Racing      | BAR PR01      | FB01 3.0 V10          | B     |                      | AUS  | BRA  | SMR  | MON  | ESP  | CAN  | FRA  | GBR  | AUT  | GER  | HUN  | BEL  | ITA  | EUR  | MAL  | JPN  |      | 0      | n.c.                         |
| 1999   | British American Racing      | BAR PR01      | FB01 3.0 V10          | B     | Jacques Villeneuve   | Abd. | Abd. | Abd. | Abd. | Abd. | Abd. | Abd. | Abd. | Abd. | Abd. | Abd. | 15   | 8    | 10   | Abd. | 9    |      | 0      | n.c.                         |
| 1999   | British American Racing      | BAR PR01      | FB01 3.0 V10          | B     | Ricardo Zonta        | Abd. | Nq.  |      |      |      | Abd. | 9    | Abd. | 15   | Abd. | 13   | Abd. | Abd. | 8    | Abd. | 12   |      | 0      | n.c.                         |
| 1999   | British American Racing      | BAR PR01      | FB01 3.0 V10          | B     | Mika Salo            |      |      | 7    | Abd. | 8    |      |      |      |      |      |      |      |      |      |      |      |      | 0      | n.c.                         |
| 1999   | Mild Seven Benetton Playlife | Benetton B199 | Playlife FB01 3.0 V10 | B     | Giancarlo Fisichella | 4    | Abd. | 5    | 5    | 9    | 2    | Abd. | 7    | 12   | Abd. | Abd. | 11   | Abd. | Abd. | 11   | 14   |      | 16     | 6e                           |
| 1999   | Mild Seven Benetton Playlife | Benetton B199 | Playlife FB01 3.0 V10 | B     | Alexander Wurz       | Abd. | 7    | Abd. | 6    | 10   | Abd. | Abd. | 10   | 5    | 7    | 7    | 14   | Abd. | Abd. | 8    | 10   |      | 16     | 6e                           |
| 1999   | Winfield Williams            | Williams FW21 | FB01 3.0 V10          | B     | Ralf Schumacher      | 3    | 4    | Abd. | Abd. | 5    | 4    | 4    | 3    | Abd. | 4    | 9    | 5    | 2    | 4    | Abd. | 5    |      | 35     | 5e                           |
| 1999   | Winfield Williams            | Williams FW21 | FB01 3.0 V10          | B     | Alessandro Zanardi   | Abd. | Abd. | 11   | 8    | Abd. | Abd. | Abd. | 11   | Abd. | Abd. | Abd. | 8    | 7    | Abd. | 10   | Abd. |      | 35     | 5e                           |
| 2000   | Arrows F1 Team               | Arrows A21    | FB02 3.0 V10          | B     |                      | AUS  | BRA  | SMR  | GBR  | ESP  | EUR  | MON  | CAN  | FRA  | AUT  | GER  | HUN  | BEL  | ITA  | USA  | JPN  | MAL  | 7      | 7e                           |
| 2000   | Arrows F1 Team               | Arrows A21    | FB02 3.0 V10          | B     | Pedro de la Rosa     | Abd. | 8    | Abd. | Abd. | Abd. | 6    | Np.  | Abd. | Abd. | Abd. | 6    | 16   | 16   | Abd. | Abd. | 12   | Abd. | 7      | 7e                           |
| 2000   | Arrows F1 Team               | Arrows A21    | FB02 3.0 V10          | B     | Jos Verstappen       | Abd. | 7    | 14   | Abd. | Abd. | Abd. | Abd. | 5    | Abd. | Abd. | Abd. | 13   | 15   | 4    | Abd. | Abd. | 10   | 7      | 7e                           |
| 2000   | Mild Seven Benetton Playlife | Benetton B200 | Playlife FB02 3.0 V10 | B     | Giancarlo Fisichella | 5    | 2    | 11   | 7    | 9    | 5    | 3    | 3    | 9    | Abd. | Abd. | Abd. | Abd. | 11   | Abd. | 14   | 9    | 20     | 4e                           |
| 2000   | Mild Seven Benetton Playlife | Benetton B200 | Playlife FB02 3.0 V10 | B     | Alexander Wurz       | 7    | Abd. | 9    | 9    | 10   | 12   | Abd. | 9    | Abd. | 10   | Abd. | 11   | 13   | 5    | 10   | Abd. | 7    | 20     | 4e                           |

Légende : ici 